# Elizabeth Edgar
Elizabeth Edgar (27 décembre 1929 - 1er janvier 2019) est une botaniste néo-zélandaise, surtout connue pour son travail de rédaction et d'édition de trois des cinq volumes de la série Flora of New Zealand, qui décrit et classe les espèces de flore du pays. Elle est aussi connue pour son travail taxonomique sur la biodiversité de la Nouvelle-Zélande et est reconnue comme la principale autorité en matière de nomenclature et de description des plantes du pays.

## Jeunesse
Elle est née le 27 décembre 1929 à Christchurch, en Nouvelle-Zélande, et grandit à Spreydon avec ses deux sœurs . Sa famille compte parmi les premiers colons européens de la Nouvelle-Zélande et sa tante, Marion Fyfe, est la première femme maître de conférences en zoologie à l'Université d'Otago. Elle fait ses études à la Rangi Ruru Girls 'School à Merivale et, encouragée par sa mère, fréquente ensuite le Canterbury University College. Elle obtient un baccalauréat ès arts en lettres classiques en 1950 et poursuit ses études tout en travaillant comme assistante de bibliothèque pour le Département de la recherche scientifique et industrielle (DSIR) obtenant un baccalauréat ès sciences en botanique en 1953. Prenant un congé sans solde du DSIR, Elle obtient une maîtrise avec sa thèse, "The Special Characteristics of Some New Zealand Cotulas with Particular Reference to their Breeding Systems (Les caractéristiques spéciales de certains cotulas néo-zélandais avec une référence particulière à leurs systèmes d'élevage)" en 1957, puis termine son doctorat avec une thèse intitulée "The Cytology of the Shoot Apex in some Dicotyledons (La cytologie de l'apex des pousses dans certains dicotylédones)" achevée en 1960 au Canterbury University College.

## Carrière
Elle retourne au DSIR en 1959, travaillant dans la division botanique de l'installation de Lincoln. Elle travaille avec Lucy Moore (en) pour réviser les conventions de dénomination des monocotylédones de Nouvelle-Zélande, en travaillant en particulier sur les joncs et carex variés et étendus du pays. Leur travail est publié en 1970 en tant que volume II de la flore de la Nouvelle-Zélande, qui répertorie tous les types de monocotylédones en Nouvelle-Zélande, à l'exception des graminées. Poursuivant son travail sur les monocotylédones, Edgar travaille sur la Flore du Volume III de Nouvelle-Zélande avec Arthur John Healy pour identifier à la fois les espèces naturalisées et indigènes dans chaque genre. En plus de ses quarante-neuf articles de recherche et de quatre livres concernant ses recherches taxonomiques, Edgar rassemble un recueil de toutes les publications taxonomiques des plantes de Nouvelle-Zélande.
Elle coordonne et supervise la publication du volume de David J. Galloway (en) Flora of New Zealand: Lichens  et travaille avec Henry E. Connor (en) pour compiler la taxonomie étendue des graminées de Nouvelle-Zélande. Elle prend sa retraite du DSIR en 1988, mais continue à travailler sur le projet des graminées jusqu'à ce qu'il soit publié en 2000 en tant que volume V de la série Flora of New Zealand. Elle est pour la première fois répertoriée comme l'auteur principal pour un volume de la Flore . Travaillant comme chercheur pour Landcare Research, avec Connor, également à la retraite mais chercheur à l'Université de Canterbury, les deux compilent une étude de toutes les graminées actuellement connues dans la région biogéographique du pays. Comme les herbes sont la flore la plus importante en termes de valeur économique et écologique pour le pays, le volume est une contribution importante à l'évaluation de la biodiversité de la Nouvelle-Zélande. Edgar décrit 54 nouvelles espèces et sous-espèces, principalement d'herbes, de carex et de joncs, dont 11 espèces du genre Poa. Elle est également reconnue comme une experte en nomenclature et qualifiée à la fois en grec et en latin.
Elle reçoit la Médaille commémorative 1990 de Nouvelle-Zélande et, en 1993, le New Zealand Botanical Societies Allan Mere Award. Edgar et Connor reçoivent tous deux la médaille Hutton de la Royal Society Te Apārangi en 2000 pour leur travail. En 2010, le duo publie une révision du volume V. La série Flora of New Zealand est unique, car toutes les descriptions sont tirées de mesures et de notes recueillies en Nouvelle-Zélande, ce qui lui vaut une reconnaissance internationale.

## Mort et héritage
Edgar est décédée le 1er janvier 2019, à Christchurch, à l'âge de 89 ans. Elle est considérée comme la « principale autorité en matière de dénomination et de description des plantes » en Nouvelle-Zélande . Trois espèces néo-zélandaises — Carex edgariae, Juncus edgariae et Libertia edgariae — sont nommées en son honneur.
En 2017, Edgar est sélectionnée comme l'une des « 150 femmes en 150 mots » de la Royal Society Te Apārangi, célébrant les contributions des femmes au savoir en Nouvelle-Zélande.